# Johann Horvath

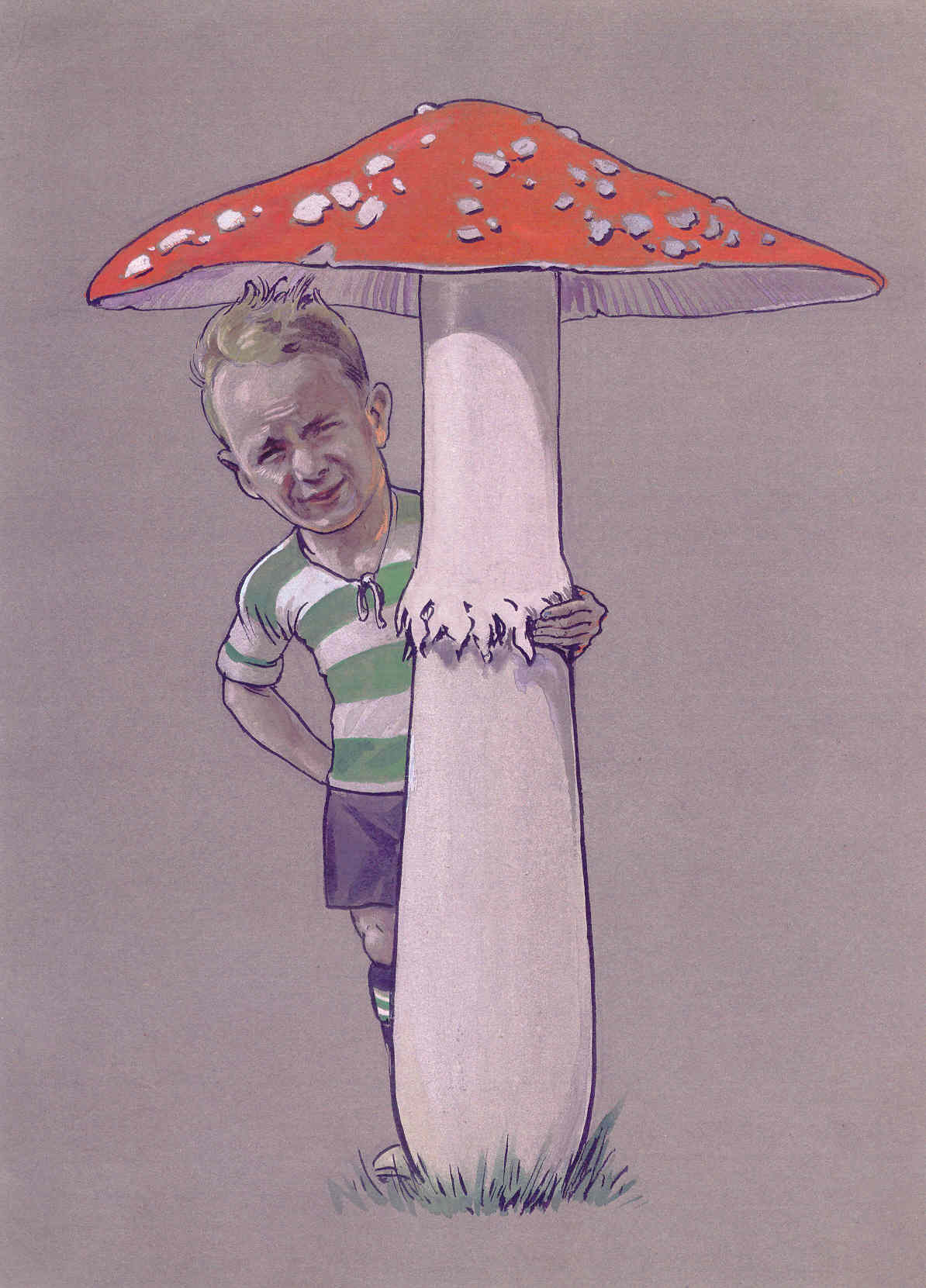
Johann Horvath, gezeichnet von Max Leuthe

Johann „Hansi“ Horvath (* 20. Mai 1903; † 30. Juli 1968) war ein österreichischer Fußballspieler auf der Position eines Stürmers. Er war Ende der 1920er Jahre einer der erfolgreichsten Torschützen des österreichischen Nationalteams und konnte mit Rapid Wien zwei Mitropapokalfinale erreichen.

## Karriere

### Von Simmering nach Hütteldorf
Hansi Horvath begann seine Fußballkarriere beim 1. Simmeringer SC. In Simmering wurde er bald zum neuen Stürmer-„Star“ und debütierte bereits am 13. Jänner 1924 in Nürnberg beim Spiel gegen Deutschland, wo er sogleich seinen ersten Treffer im Team markierte. Von diesen Zeitpunkt an hatte Hans Horvath einen Fixplatz in der Stürmerreiche der Nationalmannschaft. So versuchten zahlreiche Vereine den jungen Spieler weg von dem kleinen Vororteklub zu sich zu locken. Hansi Horvath blieb jedoch vorerst im Simmering und erreichte mit dem 3. Rang 1926 in der Meisterschaft, das beste Ergebnis, das der Verein je erzielte. 
Mit der Nationalmannschaft blieb Hansi Horvath weiterhin erfolgreich, schoss Dreipacks gegen Bulgarien (1924), Schweden (1925) und die Schweiz (1926), was seinen Marktwert zusehends erhöhte. Kurz vor Saisonbeginn 1927 wurde schließlich Hansi Horvaths Wechsel zu Rapid nach Hütteldorf bekannt gegeben. Mit den Grün-Weißen konnte der Stürmer auf Anhieb Vizemeister werden und ins Mitropapokalfinale, das Finale des Vorläuferwettbewerbs des Europapokals, einziehen. Das Endspiel verloren die Rapidler um Hansi Horvath jedoch gegen Sparta Prag. In der Folgesaison wurde der Simmeringer Meister und zog erneut mit seinem Klub ins Mitropapokalfinale ein. Er selbst erzielte sechs Treffer in acht Mitropacupspielen in dieser Saison – im Endspiel mussten er sich mit den Grün-Weißen allerdings abermals geschlagen geben – dieses Mal hieß der Sieger Ferencvárosi FC. Hansi Horvath verließ 1930 Hütteldorf, nachdem er zuvor seinen zweiten Meistertitel gewonnen hatte und ging nach Meidling zum SC Wacker Wien.

### Verpasstes Wunderteam, Weltmeisterschaft 1934 und Karriereende
Mit Wacker konnte Horvath zwar nicht mehr um den Mitropapokal spielen, dafür feierte er im Nationalteam zahlreiche Erfolge. 1931 kam es jedoch zu einem folgenschweren Ereignis. Das Schottlandspiel stand an, welches als Geburtsstunde des Wunderteams gilt. Hansi Horvath sollte links außen in der Stürmerreihen spielen, doch er meldete sich krank. Der junge Adolf Vogl kam so zu seinem Teamdebüt, bot beim 5:0-Sieg über die Schotten, die ihre erste Niederlage auf dem europäischen Festland hinnehmen müssen, eine überragende Leitung und verdrängte Horvath aus dem Team. So blieben Hansi Horvath nur kurze Gastspiele im Wunderteam. Nachdem ein Großteil der Spieler der Wundermannschaft 1933 ins Ausland gegangen war, bekam der Stürmer seinen Stammplatz zurück. Er bedankte sich hierfür in der Qualifikation zur Weltmeisterschaft 1934 mit einem lupenreinen Hattrick in nur 14 Minuten im Spiel gegen Bulgarien.
Hansi Horvath stand zwar im Aufgebot der Weltmeisterschaft 1934, durfte aber anfangs gar nicht teilnehmen, da er für seinen neuen Verein FC Wien ein Nachtragsspiel in der Meisterschaft absolvieren musste. So kam Hansi Horvath erstmals beim Viertelfinalspiel gegen Ungarn zum Einsatz, wo er Österreich mit 1:0 in Front brachte. Das Spiel endete 2:1 für die Österreicher, die im Halbfinale allerdings vom späteren Weltmeister Italien gestoppt wurden. Hansi Horvath beendete nach der Weltmeisterschaft 1934 seine Teamkarriere und spielte danach noch einige Jahre für seinen alten Verein Simmering. 
Als Trainer war er unter anderem beim 1. Wiener Neustädter SC, den er 1950 in die Staatsliga führte, und beim SC Ortmann tätig.
Er wurde am Simmeringer Friedhof bestattet.

## Stationen
- 1. Simmeringer SC (1920–1927)
- SK Rapid Wien (1927–1930)
- SC Wacker Wien (1930–1933)
- FC Wien (1933–1935)
- 1. Simmeringer SC (1935–1940)
- Polizei SV Wien (1941)

## Erfolge
- 2 × Mitropacupfinalist: 1927, 1928
- 2 × Österreichischer Meister: 1928/29, 1929/30
- 1 × Österreichischer Vizemeister: 1927/28
- 1 × Österreichischer Cupfinalist: 1928/29

- Weltmeisterschaftshalbfinale: 1934
- 46 Länderspiele und 29 Tore für die österreichische Fußballnationalmannschaft von 1924 bis 1934